# Thrity Umrigar
Thrity Umrigar (Mumbai, 1961) è una scrittrice indiana naturalizzata statunitense.

## Biografia
Nata nel 1961 a Mumbai da una famiglia d'etnia Parsi, è emigrata negli Stati Uniti nel 1982 e ha conseguito l'anno successivo un M.A. all'Università statale dell'Ohio e nel 1997 un dottorato di ricerca alla Kent State University.
Ha iniziato a lavorare come giornalista a partire dal 1985 per il "Lorain Journal" prima di passare assieme alla scrittrice Regina Brett all' "Akron Beacon Journal" dove è rimasta per 15 anni.
Nel 2001 ha esordito nella narrativa con il romanzo Bombay Time e in seguito ha pubblicato altri 12 romanzi e un'opera autobiografica.
Insegna inglese presso l'università privata Case Western Reserve University.

## Opere

### Romanzi
- Bombay Time (2001), Milano, Tropea, 2004 traduzione di Monica Pavani ISBN 88-438-0438-3. - Nuova ed. Milano, Il Saggiatore 2010 traduzione di Monica Pavani ISBN 978-88-565-0042-4.
- If Today Be Sweet (2007)
- Il prezzo del paradiso (The Weight of Heaven, 2009), Vicenza, Neri Pozza, 2010 traduzione di Gioia Guerzoni ISBN 978-88-545-0409-7.
- The World We Found (2012)
- The Story Hour (2014)
- Everybody's Son (2017)
- When I Carried You In My Belly (2017)
- Binny's Diwali (2020)
- Sugar In Milk (2020)
- Il canto dei cuori ribelli (Honor, 2022), Milano, Libreria Pienogiorno, 2024 traduzione di Sara Puggioni ISBN 9791281368286.
- The Museum of Failures (2023)

### Serie Bhima
- L'ora del tramonto (The Space Between Us), Vicenza, Neri Pozza, 2006 traduzione di Gioia Guerzoni ISBN 88-545-0056-9.
- The Secrets Between Us (2018)

### Saggi
- First Darling of the Morning: Selected Memories of an Indian Childhood (2004)

## Premi e riconoscimenti

### Vincitrice
Lambda Literary Award
- 2013 nella categoria "Lesbian General Fiction" con The World We Found[6]